# Philippe Roques
Philippe Roques, né le 7 février 1910 à Paris et mort le 7 février 1943 à Perpignan, est un militaire français, compagnon de la Libération.

## Biographie

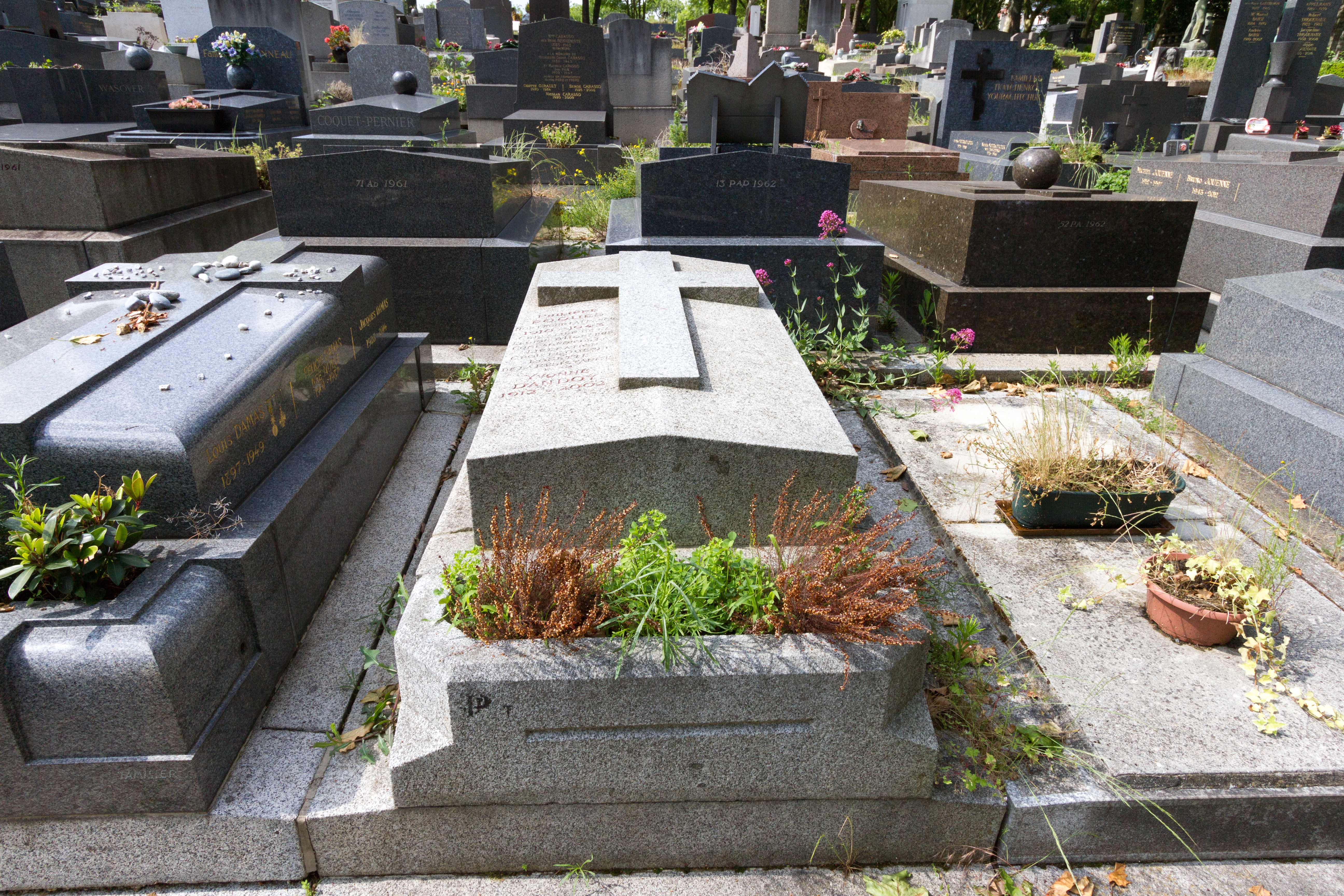
Tombe au cimetière du Père-Lachaise.

À sa mort, il est enterré au cimetière de l'Ouest de Perpignan. Le 6 novembre 1944, sa dépouille est transférée dans la sépulture familiale dans un cimetière du Cantal puis, plusieurs années plus tard, transférée au cimetière du Père-Lachaise (97e division).

## Décorations
- Chevalier de la Légion d'honneur
- Compagnon de la Libération à titre posthume par décret du 12 mai 1943[1]
- Croix de guerre 1939–1945 avec palmes
- Médaille de la Résistance française par décret du 7 juin 1952[3]